# Дворец Планалту
Дворец Плана́лту (порт. Palácio do Planalto — «Дворец Плоскогорья») — официальная рабочая резиденция президента Бразилии, расположенная в столице страны, городе Бразилиа. В бразильском португальском используется как метоним исполнительной власти. Помимо президента в здании находится рабочее место вице-президента Бразилии.

## Строительство
Строительство новой столицы страны предполагало и возведение нового президентского дворца. 10 июля 1958 года под руководством архитектора Оскара Нимейера началось строительство.
Дворец Планалту был торжественно открыт 21 апреля 1960 году президентом Жуселину Кубичеком. Это было одно из первых зданий в городе, наряду со дворцом Национального конгресса и Верховного суда. Церемония открытия символизировала передачу статуса столицы к Бразилиа от Рио-де-Жанейро.
В марте 2009 года, по указу президента Лулы да Силвы было начато восстановление и реконструкция дворца. Десятилетия эксплуатации отразились на внешнем и внутреннем виде дворца, в итоге было потрачено 111 млн бразильских реалов. Восстановление было завершено в 24 августа 2010 года. Было установлено новое электрическое оборудование, центральная система кондиционирования воздуха. Было проведено новое внутреннее деление дворца, восстановление внешнего фасада (мрамор и гранит), замена электрических генераторов, восстановление окон и дверей и модернизация технологического оборудования. Также построена парковка на 500 машиномест.
Во время процесса восстановления функцию резиденции президента исполняло здание культурного центра.

## Архитектура и использование
По замыслу архитектора комплекс дворца состоит из 5 зданий. В главном здании 4 этажа. На первом этаже расположены центральный вход, приемная, и офис пресс-службы; на втором этаже 4 конференц-зала: восточный, западный, главный, и Овальный кабинет, а также офис пресс-секретаря; на третьем этаже расположен офис самого президента и его помощников; на четвёртом этаже находится администрация президента.
Здание окружено бассейном площадью около 1635 м² и глубиной 110 см, который заселён японскими карпами.
Дворец открыт для общественного посещения в воскресенье, с 9 до 15 часов. В течение недели доступ в дворец имеет только санкционированный персонал. Президент проходит в дворец через северный вход или прибывает вертолетом.
Дворец охраняется Президентским Батальоном Охраны и 1-м Кавалерийским Полком Охраны (Драгуны Независимости), армейскими частями.

## Галерея

### Интерьер

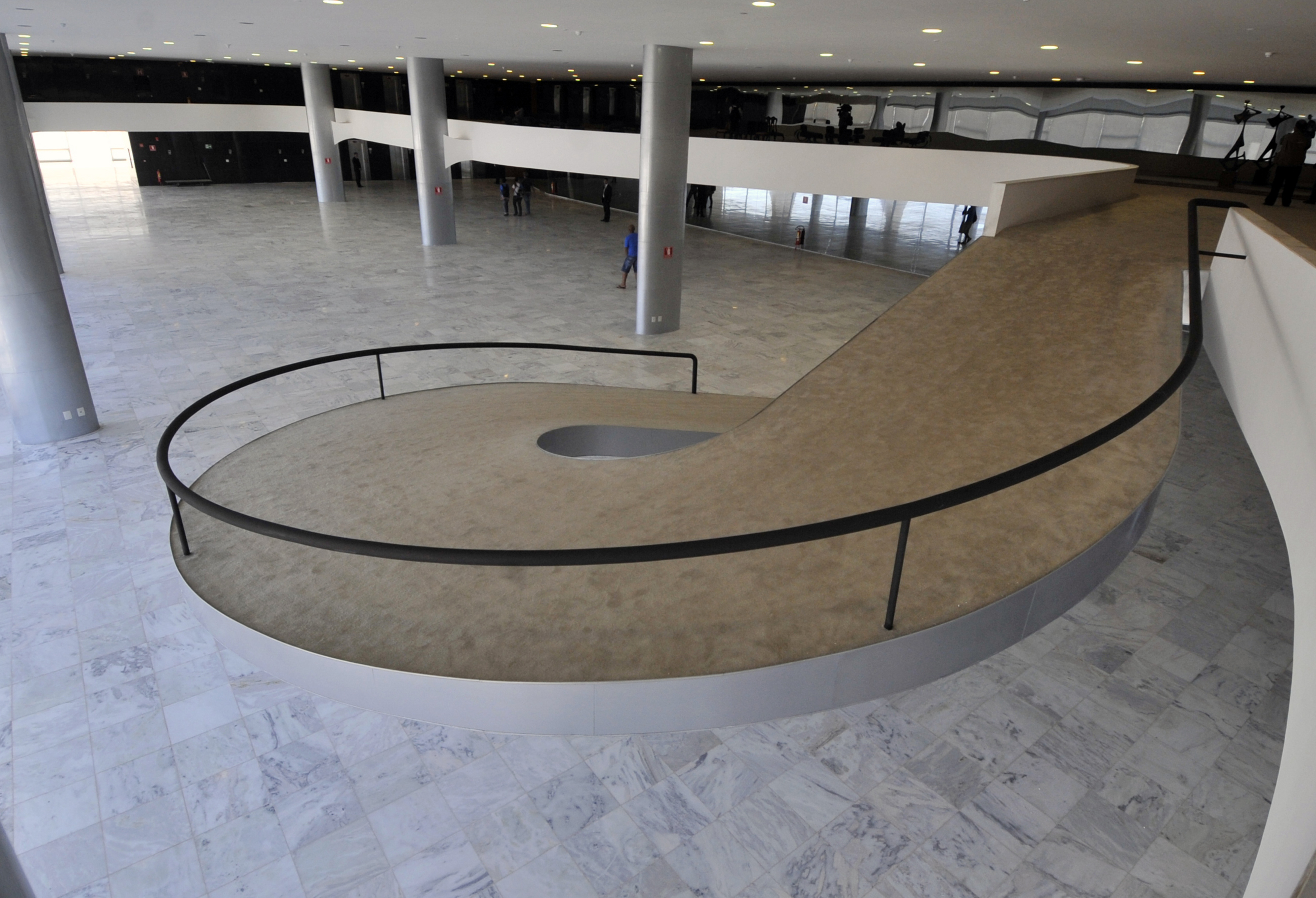
Спиральная лестница из Главного зала на первый этаж.
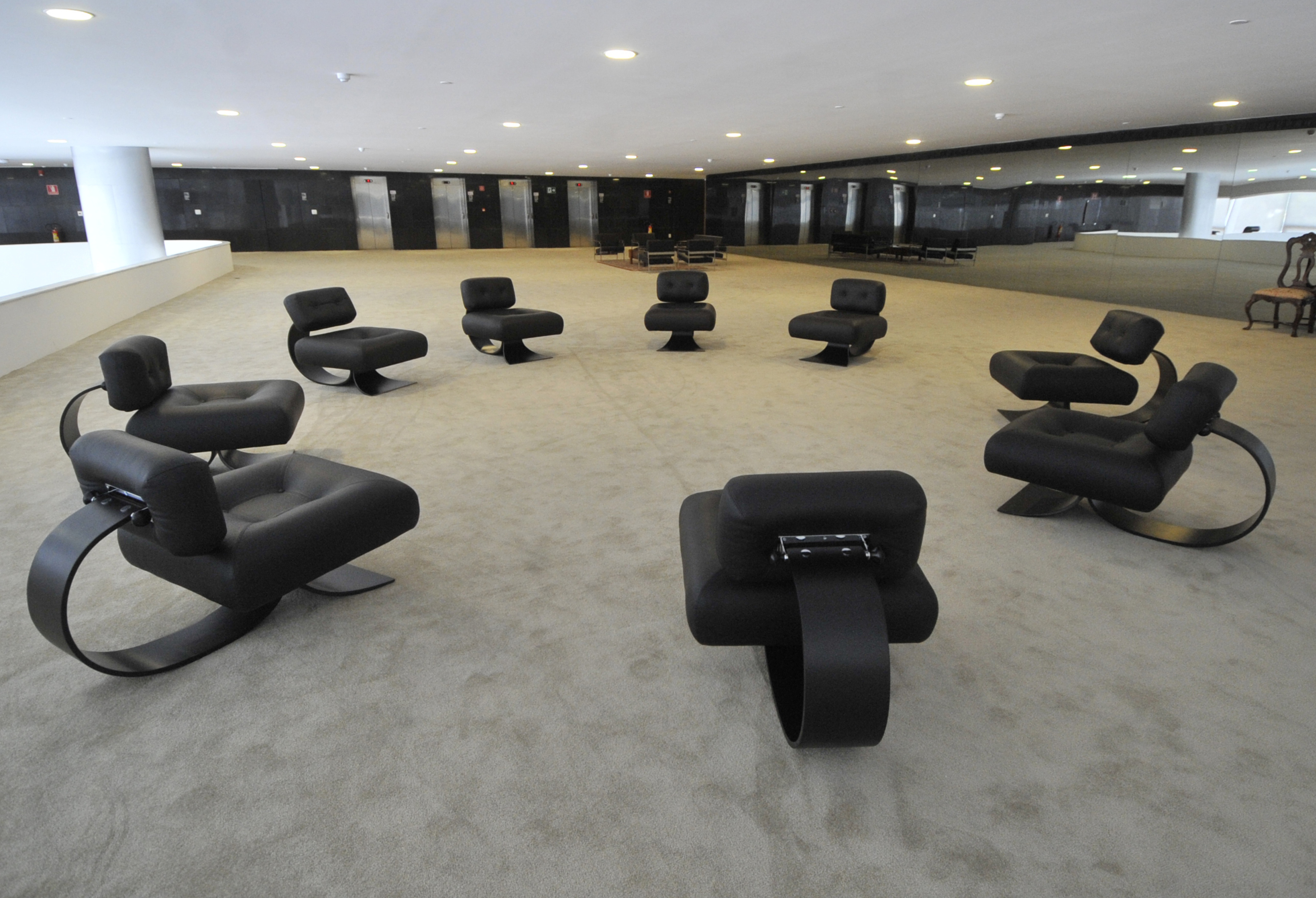
Балкон третьего этажа
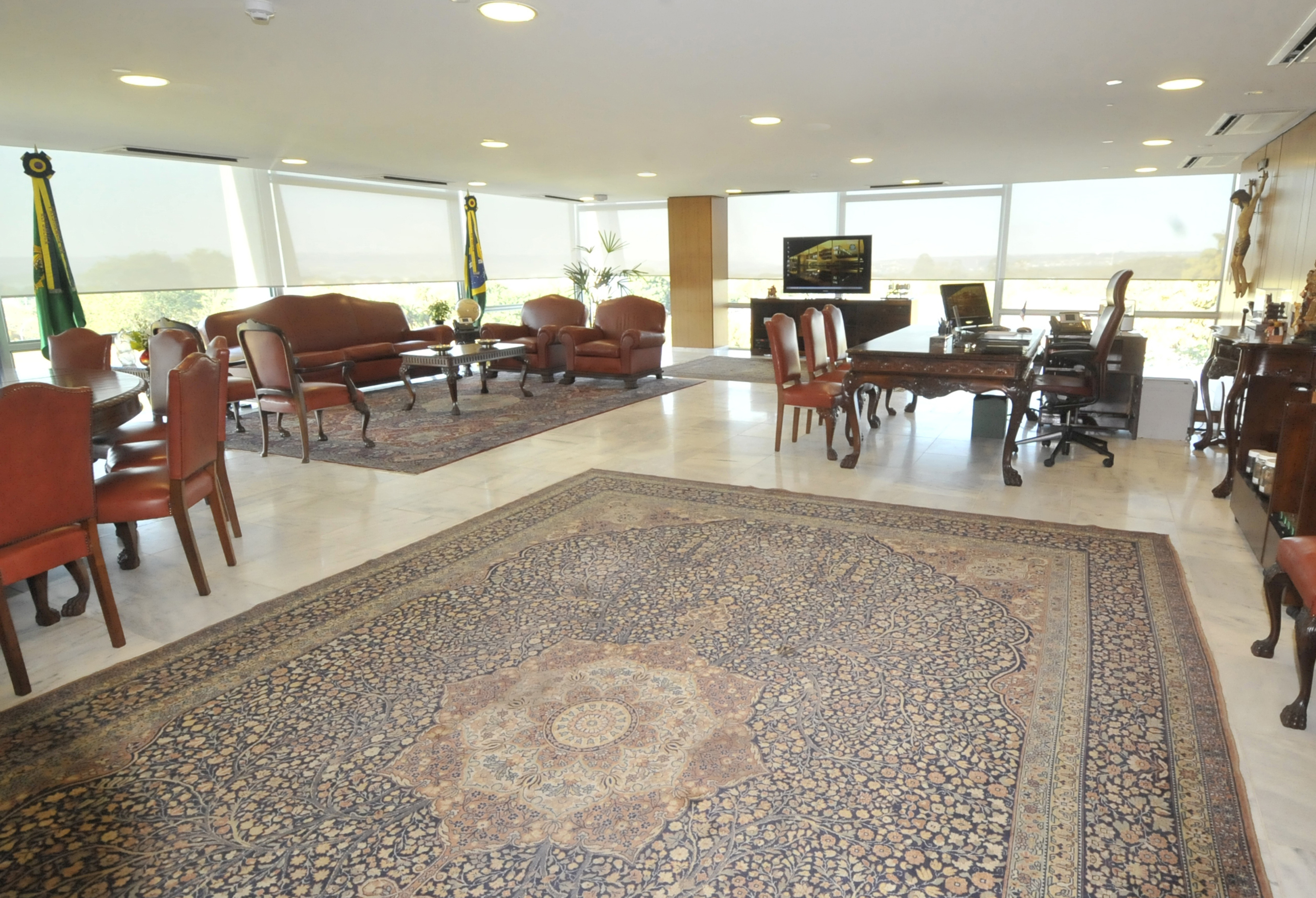
Кабинет президента
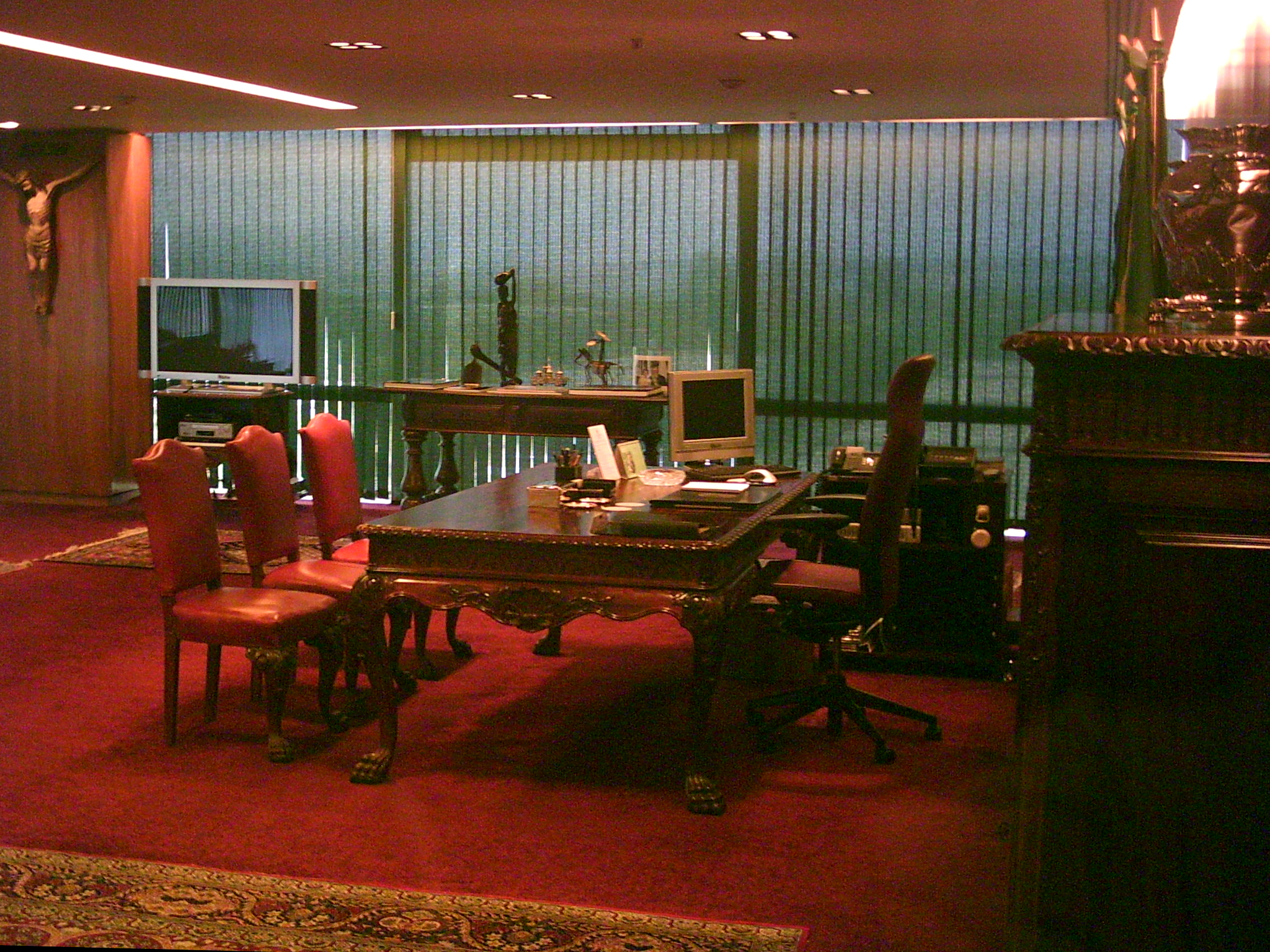
Рабочий стол в кабинете президента
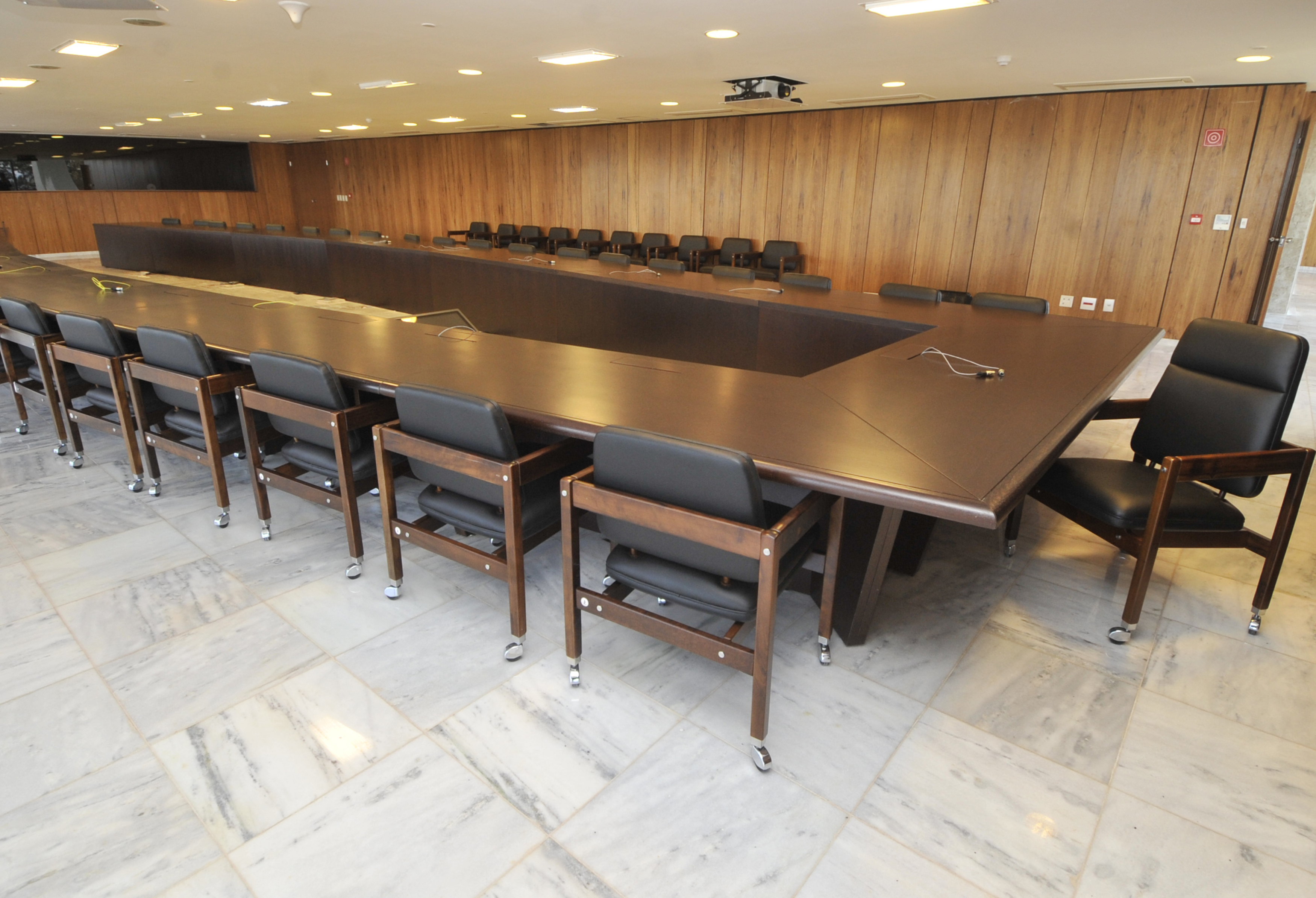
Конференц-зал
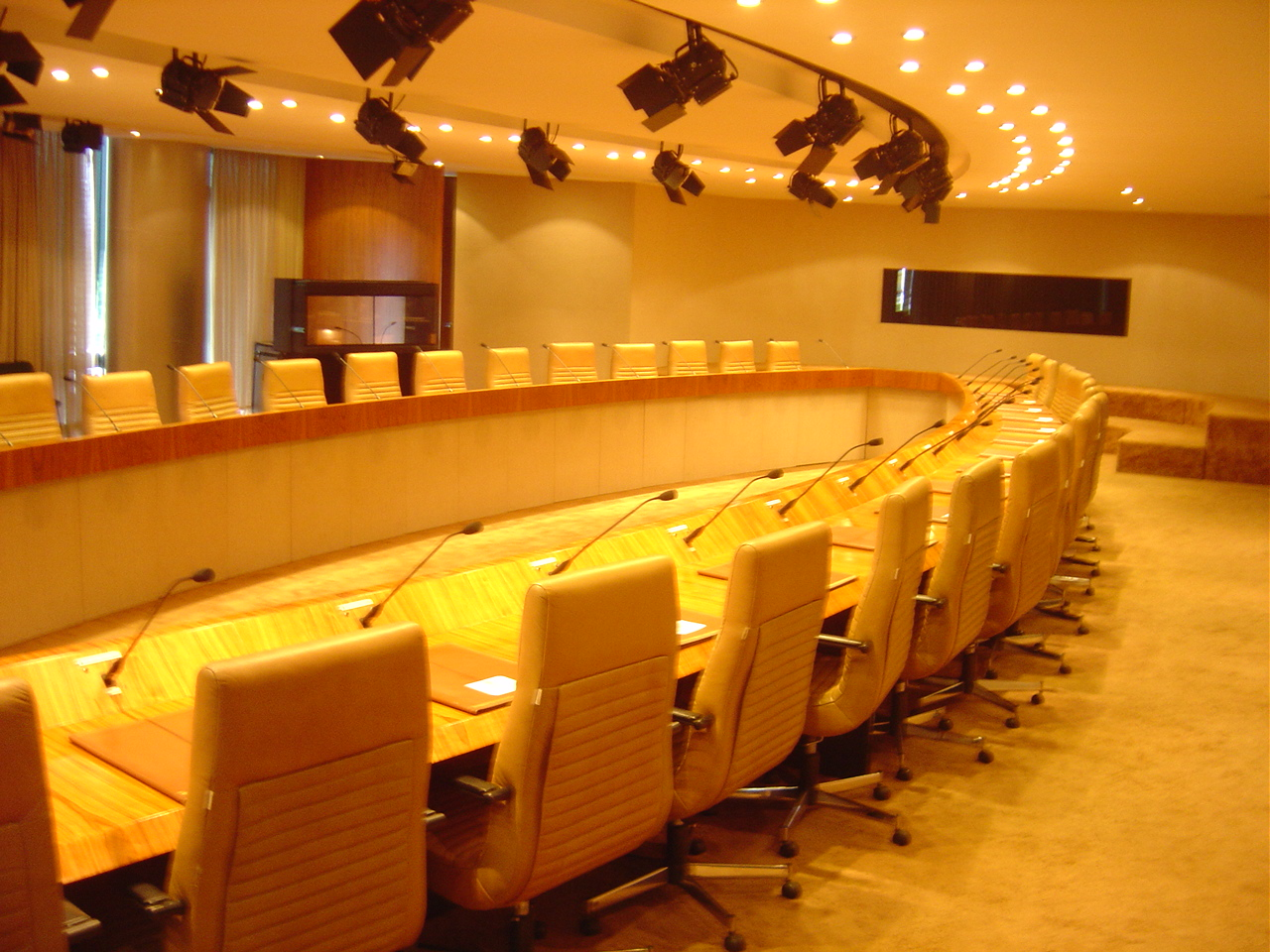
Овальная комната

### Внешний вид

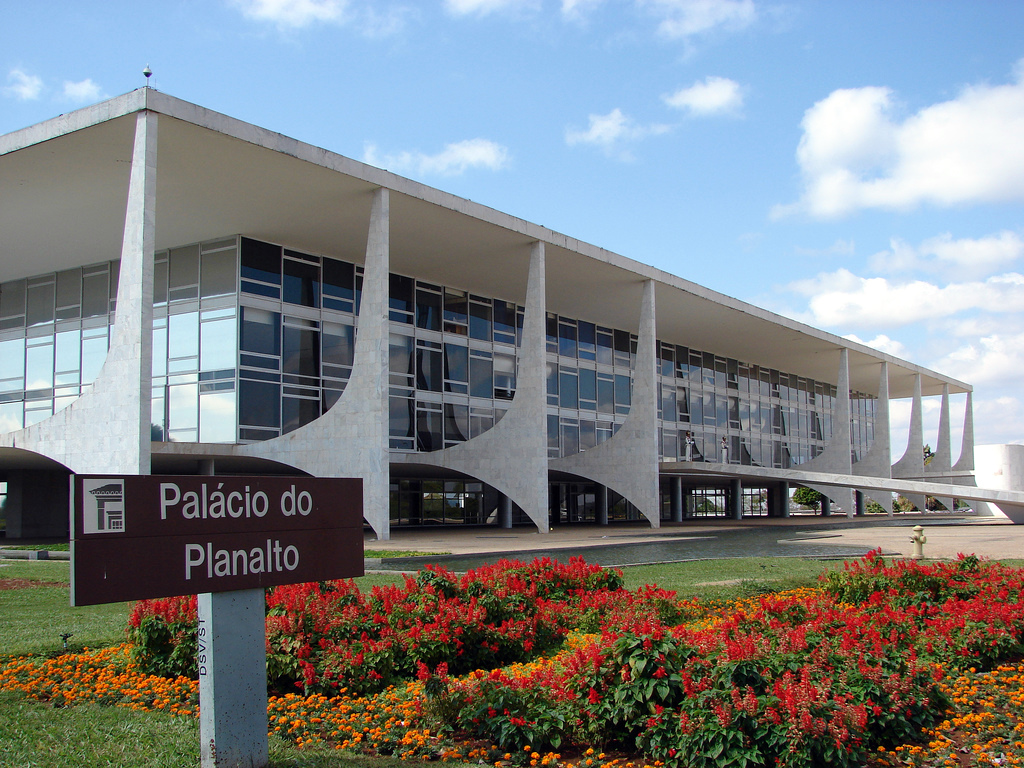
Фасад здания
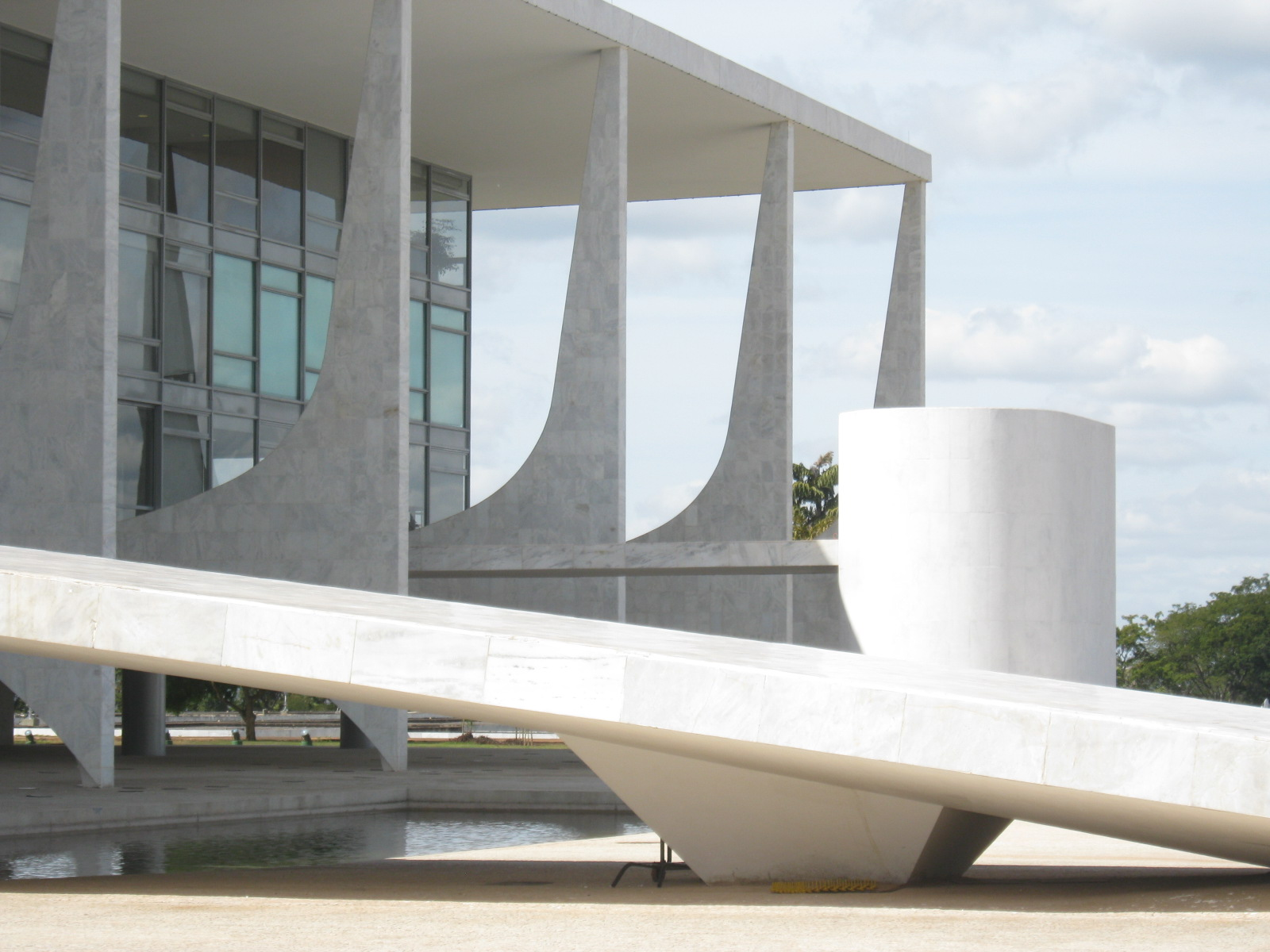
Трибуна для обращений президента
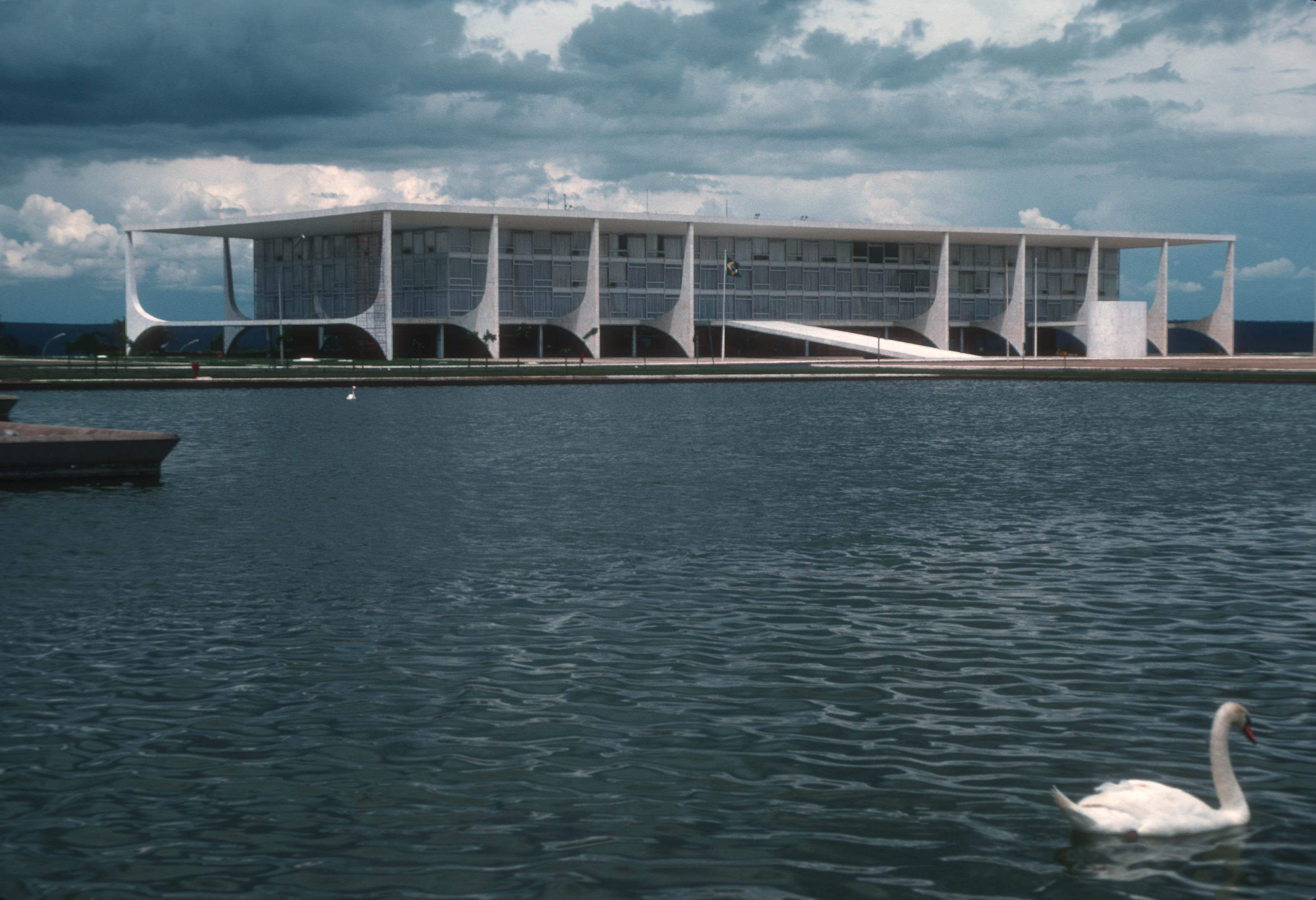
Пруд с японскими карпами
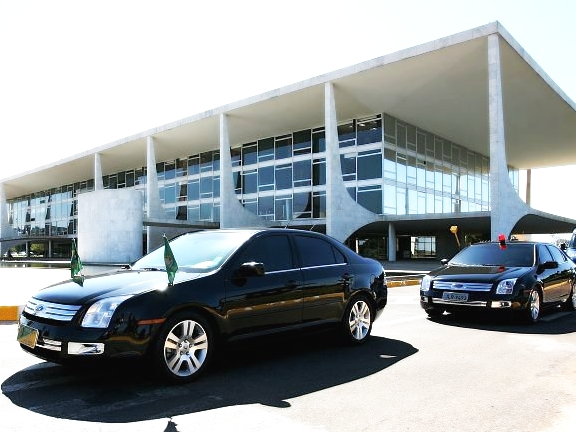
Кортеж президента, покидающий дворец
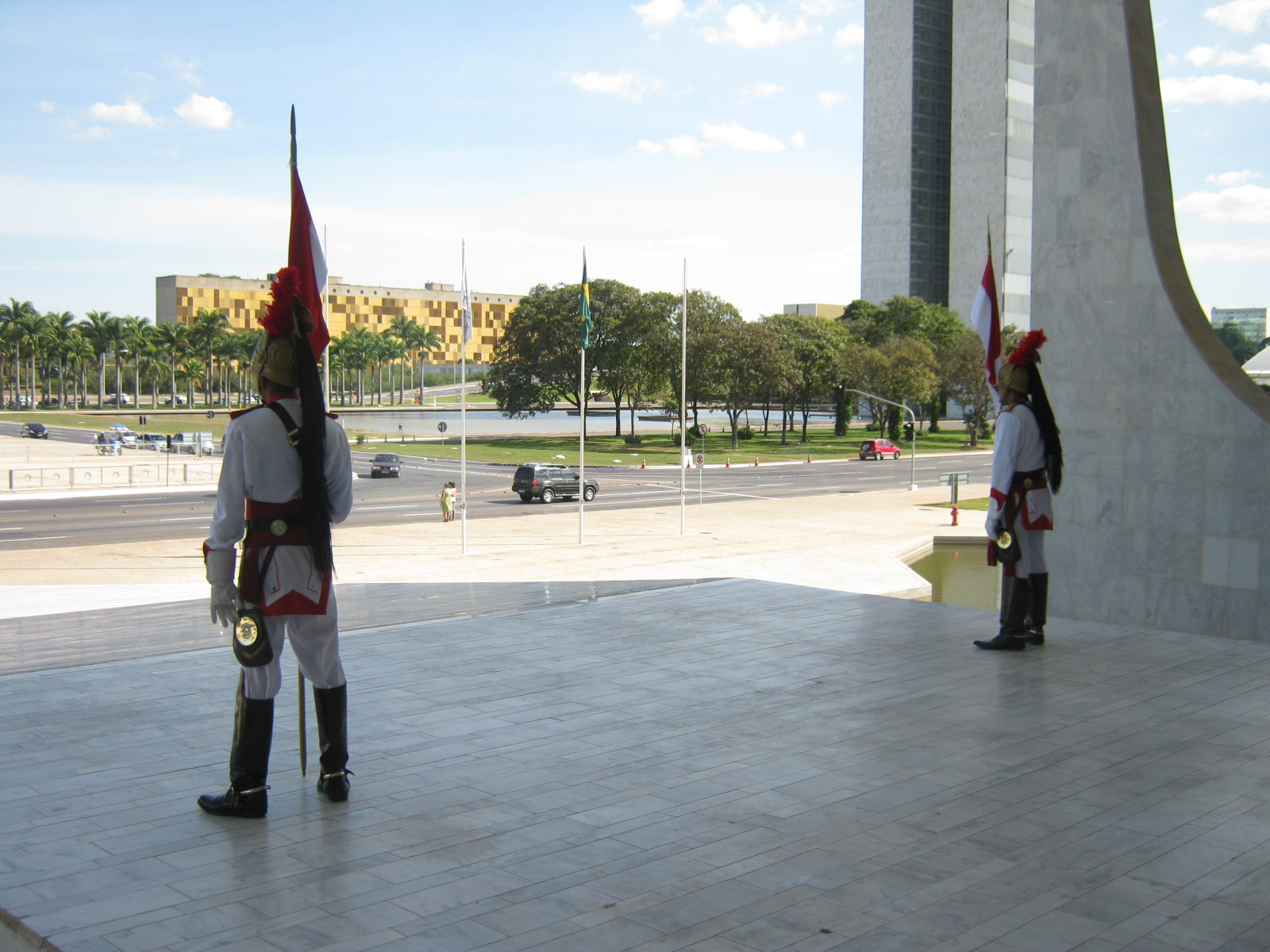
Президентская охрана